# Pastuchov
Pastuchov est un village de Slovaquie situé dans la région de Trnava.

## Histoire
Première mention écrite du village en 1275
.

## Démographie

### Évolution de la population
| Année:               | 1994. | 2004.   | 2014.   | 2024.   |
| -------------------- | ----- | ------- | ------- | ------- |
| Nombre de personnes: | 961   | 982     | 970     | 934     |
| Différence:          |       | +2,18 % | -1,22 % | -3,71 % |

| Année:               | 2023. | 2024.   |
| -------------------- | ----- | ------- |
| Nombre de personnes: | 948   | 934     |
| Différence:          |       | -1,47 % |